# Lycium macrodon
Lycium macrodon är en potatisväxtart som beskrevs av Asa Gray. Lycium macrodon ingår i släktet bocktörnen, och familjen potatisväxter. Utöver nominatformen finns också underarten L. m. dispermum.